# Hermann O. Lauterbach
Hermann O. Lauterbach, eigentlich Hermann Otto (* 11. November 1926 in Lauterbach (Hessen); † 20. Oktober 2015), war ein deutscher Schriftsteller.

## Leben
Lauterbachs Vater war Zollbeamter. Lauterbach verbrachte seine Kindheit und Jugend in verschiedenen Städten Thüringens und im Rheinland. Er besuchte in Gotha und Ludwigshafen die Oberschule, wurde mit sechzehn Jahren Luftwaffenhelfer und später Soldat. Im April 1945 geriet er in amerikanische Gefangenschaft. Nach Kriegsende holte er in Fulda sein Abitur nach, arbeitete dann als Volontär und später als politischer Redakteur bei der „Fuldaer Volksstimme“. 1948 begann er in Mainz Philosophie, Psychologie und osteuropäische Geschichte zu studieren, musste sein Studium jedoch nach drei Semestern aus finanziellen Gründen abbrechen. In den folgenden Jahren war Lauterbach im Zentralbüro der Freien Deutschen Jugend Westdeutschlands tätig. Auf Grund eines Haftbefehls des Bundesgerichtshofes wurde er 1954 festgenommen und nach vier Monaten Untersuchungshaft gegen Bürgschaft freigelassen. Danach arbeitete er als Bauhilfsarbeiter in Essen und schließlich als Journalist in Bonn. 1955 übersiedelte er in die DDR. Sein erster Roman „Der Stein rollt“, in dessen Mittelpunkt das Schicksal eines westdeutschen Journalisten steht, erschien 1958 (auch als Heft 141 der Roman-Zeitung). Lauterbach studierte von 1958 bis 1961 am Literaturinstitut Johannes R. Becher in Leipzig. „Zeuge Robert Wedemann“, sein zweiter Roman, wurde 1963 veröffentlicht. Ab 1965 war er künstlerisch-wissenschaftlicher Mitarbeiter an der Hochschule für Film und Fernsehen Potsdam-Babelsberg, später freischaffender Schriftsteller in Potsdam.
Die DEFA verfilmte sein Drehbuch „Der Frühling braucht Zeit“ (1965). 